# Aplysina aerophoba
Aplysina aerophoba, conhecida como esponja amarela, é uma espécie de esponja da família Aplysinidae de tons amarelos que vive nos fundos infralitorais. Essa espécie mede 10 cm de altura e 2 cm de grossura. Seu corpo pode apresentar prolongamentos laterais.